# Tango (film fra 1997)
|  | Denne artikel er oprettet af botten Steenthbot ud fra en ekstern database. Den kan derfor have sproglige fejl eller mangler. Denne skabelon kan fjernes efter kontrol af indholdet. |

 For alternative betydninger, se Tango. (Se også artikler, som begynder med Tango)
Tango er en dansk kortfilm fra 1997 instrueret af Erik Clausen efter eget manuskript.

## Handling
Ole Jensen er på sit livs nulpunkt. Han er nedtrykt, midaldrende, småfed, tidligere venstreorienteret, førtidspensioneret og fraskilt. Der er kun terapi tilbage, og terapeuten afslører for hængemulen, at han simpelthen er for kedelig. Jensen må melde sig til et tangokursus. Men her bliver Ole Jensen til grin, og så bliver den lille mand vred. Han stjæler tangolærerens flybillet til Sydamerika, tangoens hjemland.

## Medvirkende
- Erik Clausen, Ole Jensen
- Ruben Rada
- Eduardo Galeano
- Luciano Rosano
- Lagrima Rios